# Kirchheimbolanden

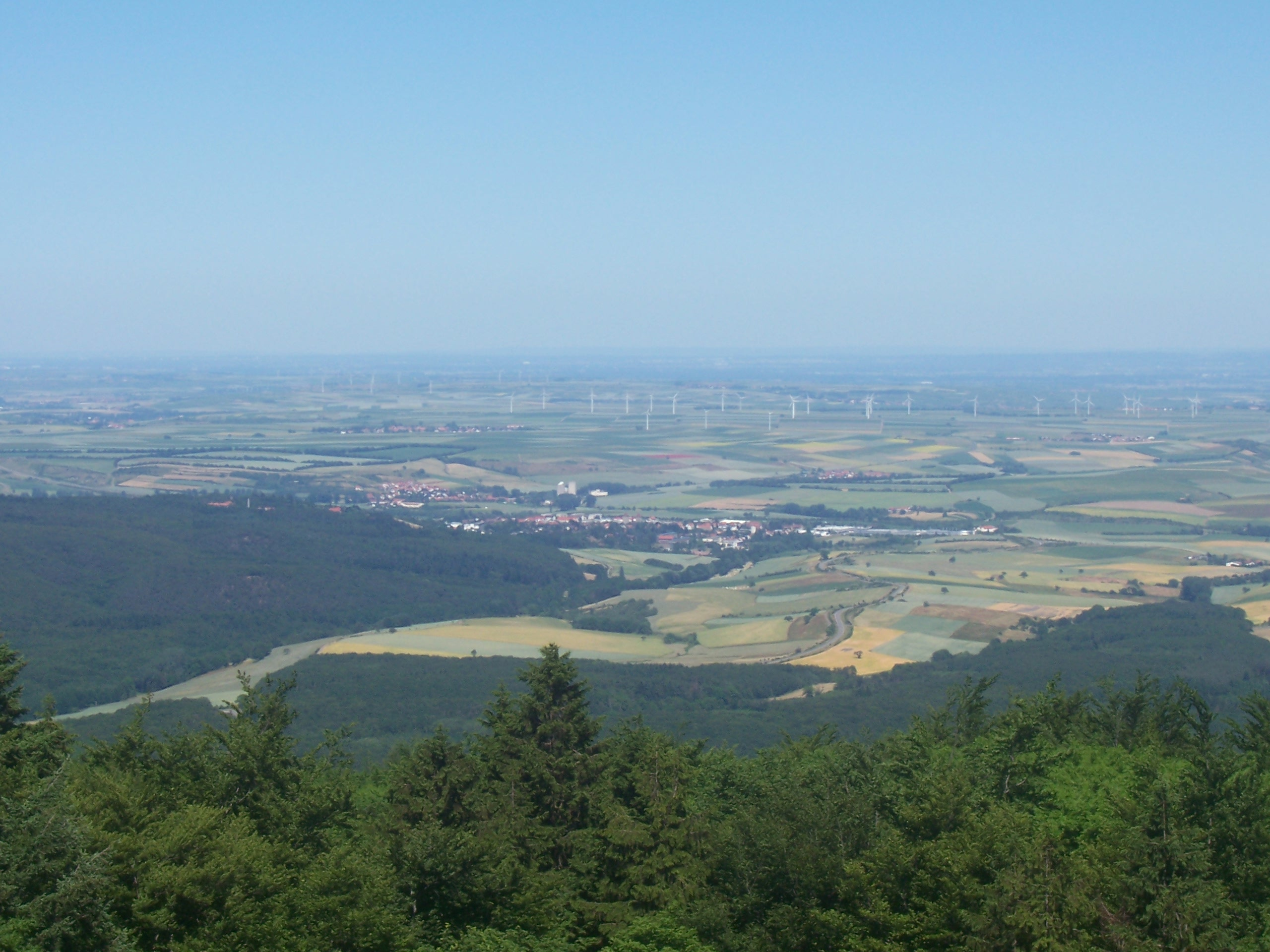
Blick auf Kirchheimbolanden vom Donnersberg aus

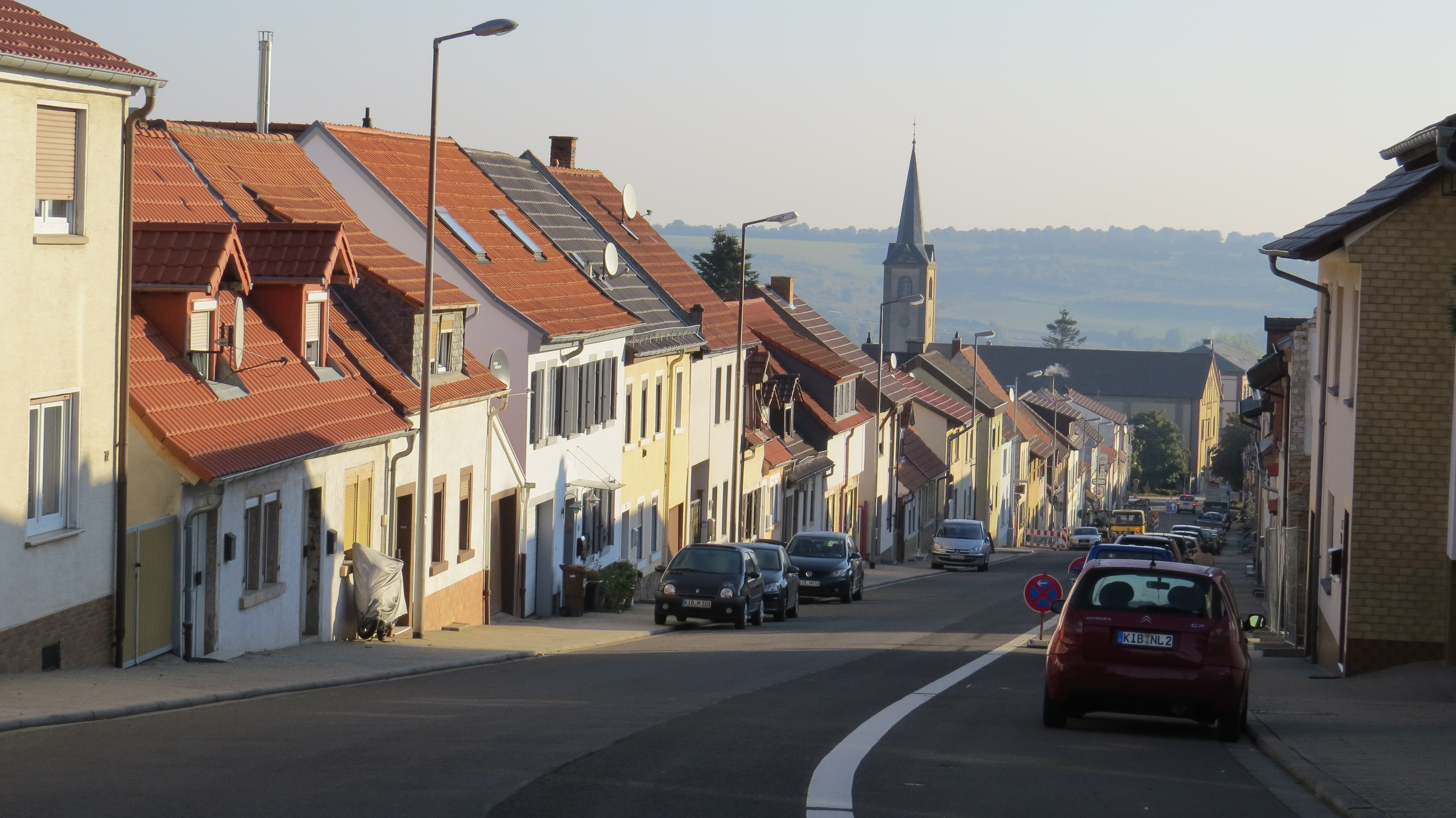
Breitstraße in Kirchheimbolanden

Kirchheimbolanden (pfälzisch: Kerschem) ist eine Stadt im Südosten von Rheinland-Pfalz und zugleich Verwaltungssitz der Verbandsgemeinde Kirchheimbolanden sowie Kreisstadt des Donnersbergkreises. Der staatlich anerkannte Erholungsort ist gemäß Landesplanung als Mittelzentrum ausgewiesen.

## Geographie

### Lage
Kirchheimbolanden liegt in der Pfalz an der Übergangsstelle des Nordpfälzer Berglandes zum östlich angrenzenden Alzeyer Hügelland. Die Kernstadt befindet sich rund vier Kilometer – Luftlinie – nordöstlich des Donnersbergs.
Das zusammenhängend bebaute Gebiet der Stadt weist beträchtliche Höhenunterschiede auf. Die Altstadt liegt auf 286 Metern Höhe, die Spanne reicht von 244 Metern in der Edenbornerstraße bis zum bebauten Gipfel des Kupferberges auf 373 Metern. Vom Kupferberg bietet sich eine Fernsicht in Richtung Nordosten, unter guten Bedingungen sind von dort die Frankfurter Skyline und dahinter das Kinzigtal bei Hanau erkennbar.
Die Gemarkung von Kirchheimbolanden umfasst weite Teile des sogenannten Bürgerwaldes, einer Gebirgskette im Nordpfälzer Bergland.

### Erhebungen
Der höchste Punkt der Gemarkung ist der Gipfel des 502 Meter hohen Eichelbergs im äußersten Westen, Weiter östlich erstreckt sich der 430,7 Meter hohe Kuhkopf. Die Bebauung befindet sich am Hang des Wartbergs, alternativ Schillerhain genannt. Im Nordwesten der Gemarkung erhebt sich der 399,7 Meter hohe Albertskreuz und nordwestlich des Siedlungsgebiets der 354,1 Meter hohe Steinkopf. Im Südosten befindet sich die bis zu 302 Meter hohe Hügelkette Hungerberg.

### Gewässer
Im Stadtgebiet entspringt in Form des Ziegelwoogs der Leiselsbach, ein linker Zufluss der Pfrimm. Im Tal des Gutleutbach, der den südlichen Stadtrand streift, befindet sich der tiefste Punkt des Stadtgebiets in 230 Metern Höhe. Im äußersten Westen der Gemarkung entspringt der Gerbach, der bereits nach kurzer Zeit die Stadtgemarkung verlässt, ebenso wie der im Süden entspringende Goldbrunnengraben.
Ebenfalls im Westen der Gemarkung entspringt außerdem der Wiesbach. Kurz vor dessen Mündung in den Wiesbach setzt der Steindellerbach auf die Stadtgemarkung über. Anschließend nimmt sie von rechts den Schanzengraben, von links den Goßenbach und erneut von rechts den Ambach auf. In letzteren mündet zuvor von links der Bach vom Hermannskopf. Der von links in den Wiesbach mündende Kernbach bildet größtenteils die Gemarkungsgrenze zu Kriegsfeld. Der Hoferbach bildet die Grenze zu Ruppertsecken.

### Stadtgliederung

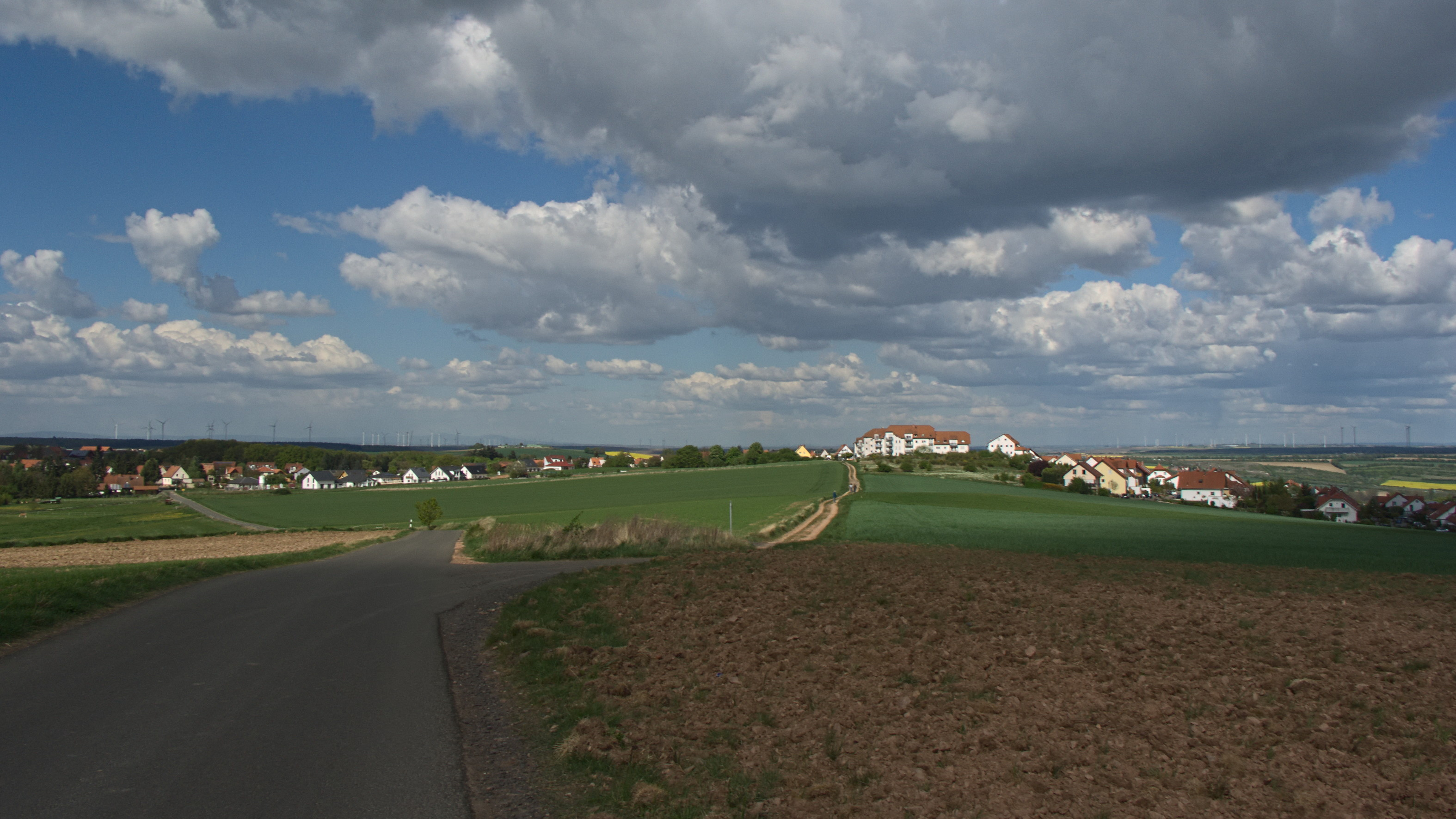
Blick auf den Stadtteil Haide

Kirchheimbolanden gliedert sich in die Kernstadt mit dem Ortsteil Haide, dem Kupferberg und die Gemeindeteile Ambach, Bolanderhof (Teil), Edenbornerhof, Hessenhütte, Neuhof, Rothenkircherhof und Schillerhain. Weitere Wohnplätze sind Bahnposten 2262, Brunnenberg, Ziegelwerk Ebert, Kohlhütte und Ziegelhütte.

### Nachbargemeinden
An Kirchheimbolanden angrenzende Orte sind – im Uhrzeigersinn – die Gemeinden Oberwiesen, Orbis, Morschheim, Bischheim, Gauersheim, Bolanden und Dannenfels, die Stadt Rockenhausen, sowie die Gemeinden Ruppertsecken und Kriegsfeld. Eine weitere Nachbargemeinde ist das östlich gelegene Rittersheim.

### Klima
Der Jahresniederschlag beträgt 585 mm.
Die Firma MeteoGroup – früher Meteomedia – betreibt eine Wetterstation am Ort. An der Finanzierung beteiligten sich die Gemeinde und die Ortsgruppe Donnersberg des Vereins Pollichia. Die Daten der Station werden auf einer elektronischen Schautafel in der Stadtmitte angezeigt. Sie gehen zusätzlich in den Wetterbericht ein, der von dem Unternehmen im Fernsehprogramm der ARD und des SWR3 täglich präsentiert wird. Bemerkenswert ist ein an dieser Station gemessener hoher Wert der jährlichen Sonnenscheindauer von 1940 Stunden, die dem Mittelwert von 2010 bis 2017 entspricht; der langjährige Mittelwert in Deutschland beträgt 1595 Stunden.

## Geschichte

### Mittelalter

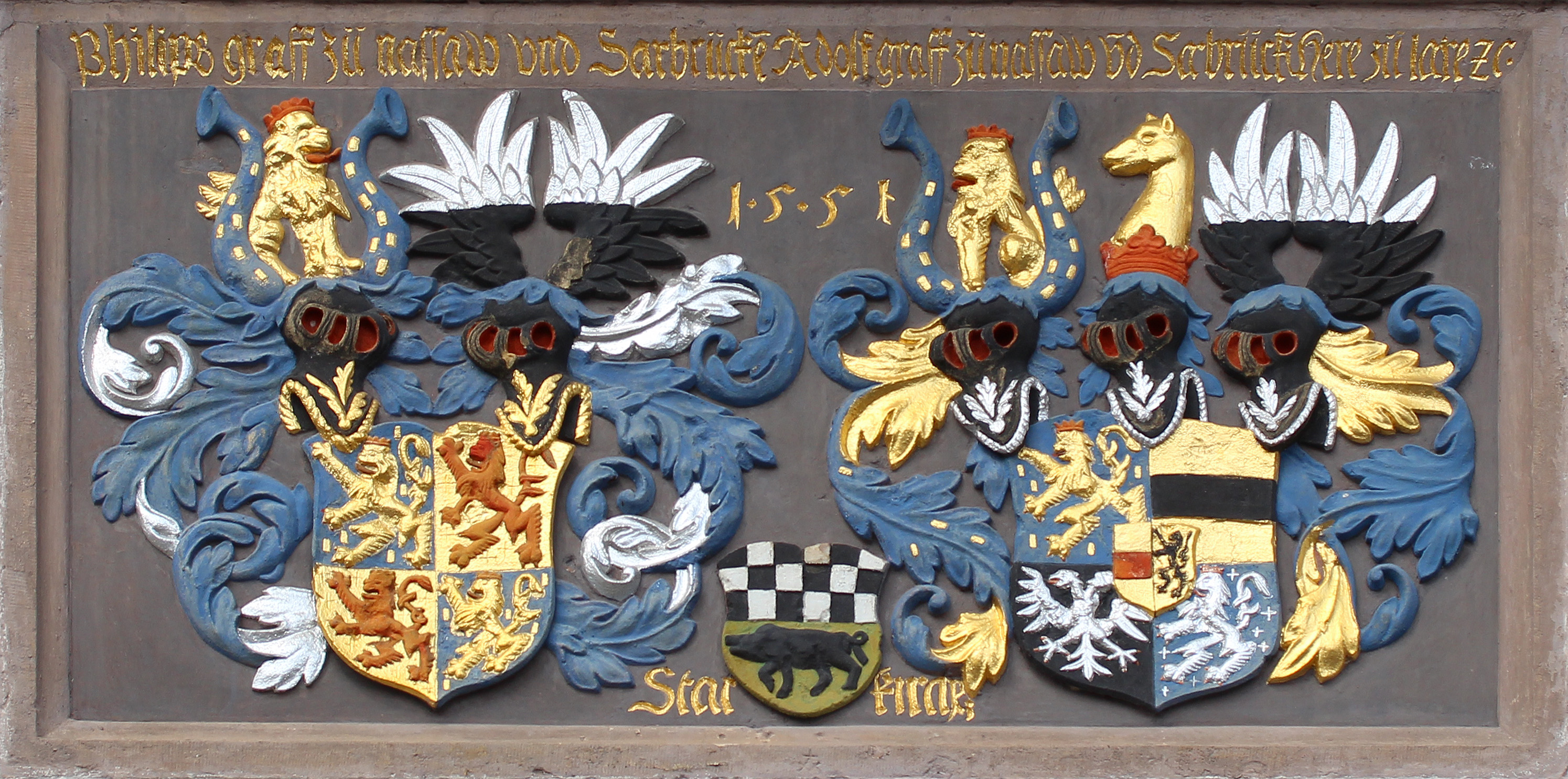
Wappen der Grafen Philipp und Adolf und der Stadt Kirchheim von 1551 am Rathaus

Im 13. Jahrhundert gehörte der Ort Kirchheim den Herren von Bolanden. Auch das Kloster Otterberg war im Ort begütert. Dazu zählte der Edenbornerhof. Ende des 13. Jahrhunderts kam Kirchheim durch Erbschaft in den Besitz der Sponheimer Nebenlinie Sponheim-Bolanden-Dannenfels. Graf Heinrich II. von Sponheim-Bolanden ließ das Dorf 1368 zur Stadt erheben und machte diese zu seiner Residenz. Er befestigte sie und erbaute daselbst eine Burg. Über seine Enkelin Anna von Hohenlohe († 1410) und ihren Mann Philipp I. von Nassau-Saarbrücken-Weilburg fielen schließlich Kirchheimbolanden und der gesamte Sponheim-Bolander Familienbesitz an das Haus Nassau, das ihn bis zum Ende der Feudalzeit besaß.

### Frühe Neuzeit

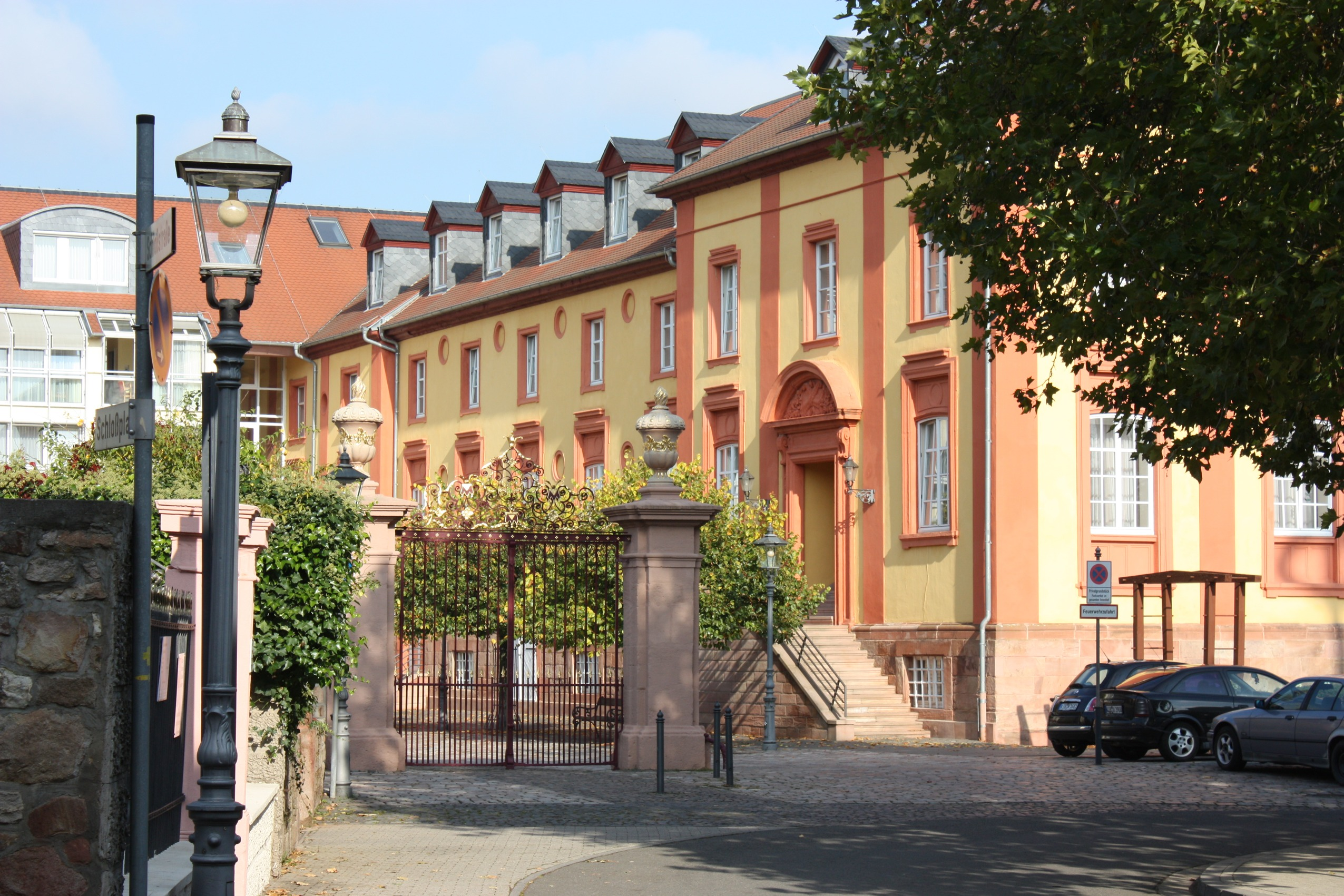
Das Schloss Kirchheimbolanden in seiner heutigen Form als Seniorenresidenz

Im Jahr 1461 überfiel Herzog Ludwig von Veldenz die Stadt und nahm Graf Philipp II. von Weilburg gefangen. Graf Philipp III. und Graf Adolf führten 1556 die Reformation in ihrer Herrschaft Kirchheim und Stauf ein. Graf Adolf wählte Kirchheim zu seiner Residenz; er und seine Gemahlin sind in der Peterskirche beigesetzt.
Carl August von Nassau-Weilburg verlegte 1737 seine Residenz von Weilburg nach Kirchheim. Carl Christian von Nassau-Weilburg besaß zeitweise ein eigenes Infanterieregiment (1755–1759) in Mannheim beim Kurfürsten der Kurpfalz und war zeitweise General der Niederlande, dort Gouverneur. Friedrich Wilhelm (1788–1816) von Nassau-Weilburg verließ 1793 wegen der Französischen Revolution die Stadt und ging nach Bayreuth. Damit endete die Zeit als Residenzstadt für Kirchheimbolanden, damals nur Kirchheim genannt.
Seine größte Blütezeit erlebte es unter den Fürsten Carl August (1719–1753) und besonders unter Carl Christian (1753–1788) des Hauses Nassau-Weilburg und seiner reichen, klugen und musikalischen Ehefrau Karoline Prinzessin von Oranien-Nassau-Diez.

### Ab dem 19. Jahrhundert
Nach 1792 hatten französische Revolutionstruppen die Region besetzt und nach dem Frieden von Campo Formio (1797) das linke Rheinufer annektiert. Von 1798 bis 1814 gehörte Kirchheim zum französischen Departement Donnersberg und war Hauptort (chef-lieu) des gleichnamigen Kantons.
Aufgrund der auf dem Wiener Kongress (1815) getroffenen Vereinbarungen und einem Tauschvertrag mit Österreich kam die Region 1816 zum Königreich Bayern. Ab 1818 war Kirchheim Sitz eines Landkommissariats im bayerischen Rheinkreis.

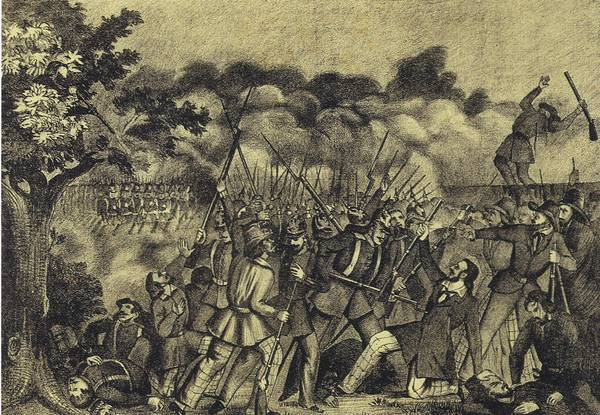
Gefecht bei Kirchheimbolanden 1848

Als die Rheinhessische Legion während des pfälzischen Aufstandes am 14. Juni 1849 Kirchheim eilig vor einer preußischen Übermacht räumte, blieben pfälzische Freischärler im Schlossgarten unbenachrichtigt zurück. Im Gefecht bei Kirchheimbolanden in Gegenwart des Prinzen von Preußen fielen 17 Freischärler.
Ab 1939 war der Ort Bestandteil und Verwaltungssitz des gleichnamigen Landkreises. Nach dem Zweiten Weltkrieg wurde Kirchheimbolanden innerhalb der französischen Besatzungszone Teil des damals neu gebildeten Landes Rheinland-Pfalz. Im Zuge der ersten rheinland-pfälzischen Verwaltungsreform wechselte die Stadt 1969 in den neu gebildeten Donnersbergkreis und zu dessen Sitz; drei Jahre später wurde Kirchheimbolanden in die ebenfalls neu entstandene gleichnamige Verbandsgemeinde eingegliedert.

### Ortsname
Der 1099 erstmals sicher genannte Ort hieß bis zum Ende des 18. Jahrhunderts Kirchheim. Um ihn bei Bedarf von Kirchheim an der Weinstraße zu unterscheiden, fügte man einen beschreibenden Zusatz hinzu (z. B. 1370 „Kirchheim by Bolanden“, 15. Jh. „Kirchheim unter Bolanden“, 1507 „Kirchheim uff dem gauwe“, 1584 „Kirchem underm Dondersberg“). Ende des 18. Jahrhunderts wurde die Namensform Kirchheim-Bolanden bzw. Kirchheimbolanden üblich.
Mundartlich wird die Stadt bis in die Gegenwart Kerchem genannt. Die Einwohner nennt man daher ebenso Kerchemer. Abgekürzt wird die Stadt bisweilen Kibo genannt.

## Bevölkerung

### Einwohnerstatistik
Die Entwicklung der Einwohnerzahl von Kirchheimbolanden; die Werte von 1871 bis 1987 beruhen auf Volkszählungen:
| Kirchheimbolanden: Einwohnerzahlen von 1815 bis 2023 | Kirchheimbolanden: Einwohnerzahlen von 1815 bis 2023 | Kirchheimbolanden: Einwohnerzahlen von 1815 bis 2023 | Kirchheimbolanden: Einwohnerzahlen von 1815 bis 2023 | Kirchheimbolanden: Einwohnerzahlen von 1815 bis 2023 |
| ---------------------------------------------------- | ---------------------------------------------------- | ---------------------------------------------------- | ---------------------------------------------------- | ---------------------------------------------------- |
| Jahr                                                 |                                                      |                                                      |                                                      | Einwohner                                            |
| 1815                                                 | 1815                                                 |                                                      | 2.145                                                | 2.145                                                |
| 1835                                                 | 1835                                                 |                                                      | 3.080                                                | 3.080                                                |
| 1871                                                 | 1871                                                 |                                                      | 3.083                                                | 3.083                                                |
| 1905                                                 | 1905                                                 |                                                      | 3.647                                                | 3.647                                                |
| 1939                                                 | 1939                                                 |                                                      | 3.838                                                | 3.838                                                |
| 1950                                                 | 1950                                                 |                                                      | 4.783                                                | 4.783                                                |
| 1961                                                 | 1961                                                 |                                                      | 5.241                                                | 5.241                                                |
| 1970                                                 | 1970                                                 |                                                      | 5.525                                                | 5.525                                                |
| 1987                                                 | 1987                                                 |                                                      | 6.103                                                | 6.103                                                |
| 1997                                                 | 1997                                                 |                                                      | 7.613                                                | 7.613                                                |
| 2005                                                 | 2005                                                 |                                                      | 7.975                                                | 7.975                                                |
| 2007                                                 | 2007                                                 |                                                      | 7.881                                                | 7.881                                                |
| 2010                                                 | 2010                                                 |                                                      | 7.695                                                | 7.695                                                |
| 2011                                                 | 2011                                                 |                                                      | 7.808                                                | 7.808                                                |
| 2015                                                 | 2015                                                 |                                                      | 7.815                                                | 7.815                                                |
| 2023                                                 | 2023                                                 |                                                      | 8.067                                                | 8.067                                                |
| Quelle(n): Statistisches Landesamt Rheinland-Pfalz   |                                                      |                                                      |                                                      |                                                      |

### Konfessionsstatistik
Gemäß dem Zensus 2011 waren 46,8 % der Einwohner evangelisch, 19,4 % römisch-katholisch und 33,8 % waren konfessionslos, gehörten einer anderen Glaubensgemeinschaft an oder machten keine Angabe. Der Anteil der evangelischen und katholischen Kirchenmitglieder an der Gesamtbevölkerung ist seitdem gesunken, während der Anteil der Einwohner mit sonstiger Konfession oder ohne Konfession zugenommen hat. Mit Stand Juni 2025 waren von den Einwohnern 33,0 % evangelisch, 14,7 % katholisch und 52,3 % gehörten einer sonstigen oder keiner Glaubensgemeinschaft an.

### Christentum

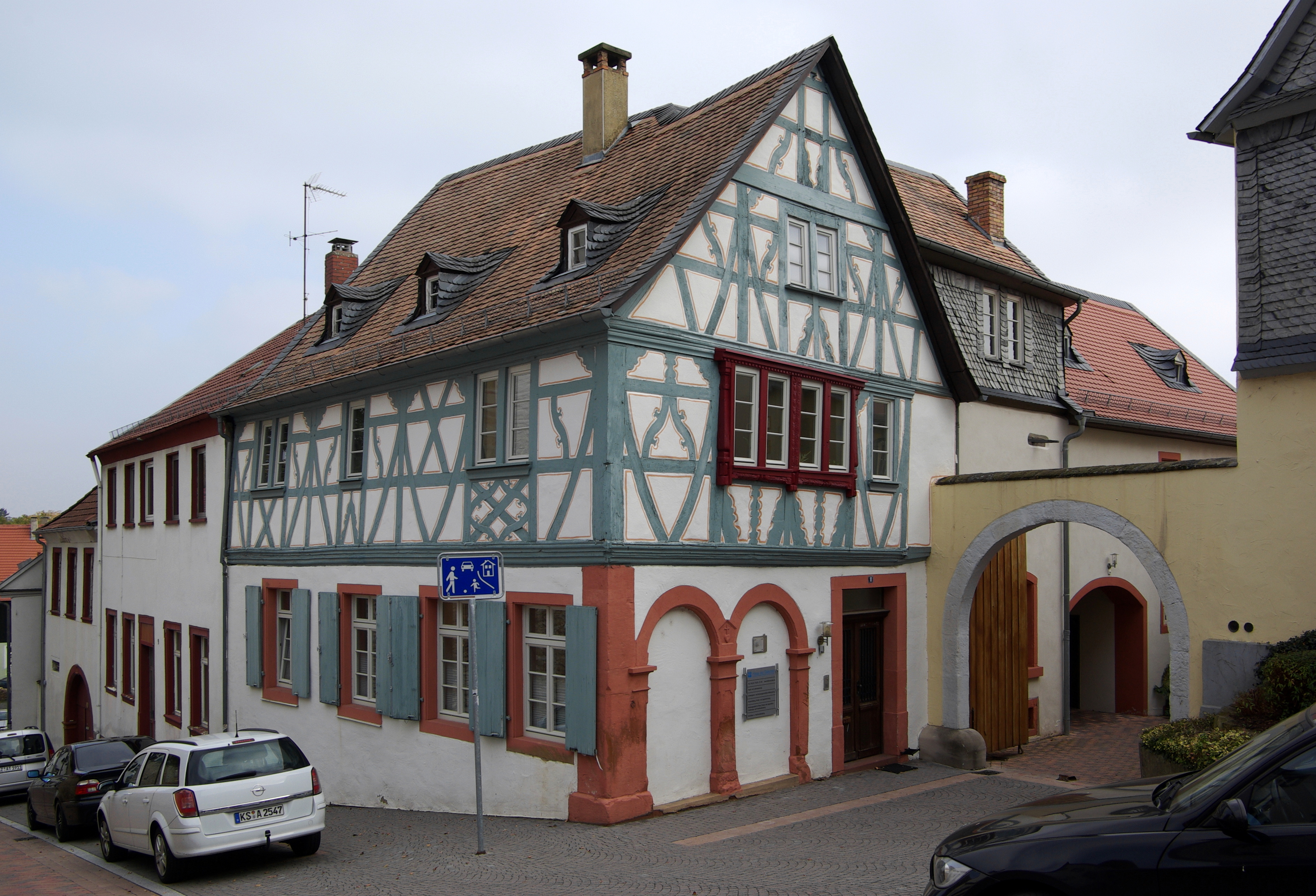
Protestantisches Dekanat in Kirchheimbolanden

Kirchheimbolanden ist Sitz des protestantischen Dekanats Donnersberg, das halbkreisförmig für ein Gebiet von Ebernburg bis Kerzenheim zuständig ist. Das protestantische Pfarramt Kirchheimbolanden ist mit zwei Pfarrstellen jeweils für Kirchheimbolanden und für die beiden Gemeinden Bischheim und Bolanden zuständig. Als eine der wenigen Städte dieser Größenordnung in Deutschland verfügt Kirchheimbolanden über zwei Pfarrkirchen – die Paulskirche und die Peterskirche.
In der katholischen Kirche ist Kirchheimbolanden Sitz des katholischen Dekanats Donnersberg. Die örtliche Pfarrei Hl. Anna mit der Pfarrkirche St. Peter war bis zur Reform 2016 zuständig für Kirchheimbolanden, Orbis, Morschheim und Dannenfels. 2016 wurden die Pfarreien in Kirchheimbolanden, Bolanden, Kriegsfeld und Stetten zu einer Großpfarrei mit Sitz in Kirchheimbolanden zusammengefasst.

### Judentum
Die einst vor Ort ansässige jüdische Gemeinde besaß eine Synagoge, die 1938 den Novemberpogromen zum Opfer fiel.

## Politik

### Stadtrat
Der Stadtrat in Kirchheimbolanden besteht aus 24 Ratsmitgliedern, die bei der Kommunalwahl am 9. Juni 2024 in einer personalisierten Verhältniswahl gewählt wurden, und dem ehrenamtlichen Stadtbürgermeister als Vorsitzendem.
Die Sitzverteilung im Stadtrat:
| Wahl | SPD | CDU | GRÜNE | FDP | LINKE | FWG a | WfK b | WGS c | Gesamt   |
| ---- | --- | --- | ----- | --- | ----- | ----- | ----- | ----- | -------- |
| 2024 | 5   | 8   | 2     | 1   | –     | 7     | –     | 1     | 24 Sitze |
| 2019 | 5   | 8   | 4     | 1   | –     | 4     | 2     | –     | 24 Sitze |
| 2014 | 8   | 9   | 2     | 1   | –     | 3     | 1     | –     | 24 Sitze |
| 2009 | 7   | 9   | 3     | 1   | 1     | 3     | –     | –     | 24 Sitze |
| 2004 | 6   | 11  | 2     | 1   | –     | 4     | –     | –     | 24 Sitze |

Für weltweite Aufmerksamkeit sorgte 2019 die Wahl der zu der Zeit 100-jährigen Lisel Heise (* 12. März 1919; † 20. Mai 2022, Wir für Kibo) in den Stadtrat von Kirchheimbolanden. Nur ein Jahr später gab sie am 10. Juni 2020 im Alter von 101 Jahren ihren Rücktritt aus gesundheitlichen Gründen bekannt.

### Stadtbürgermeister

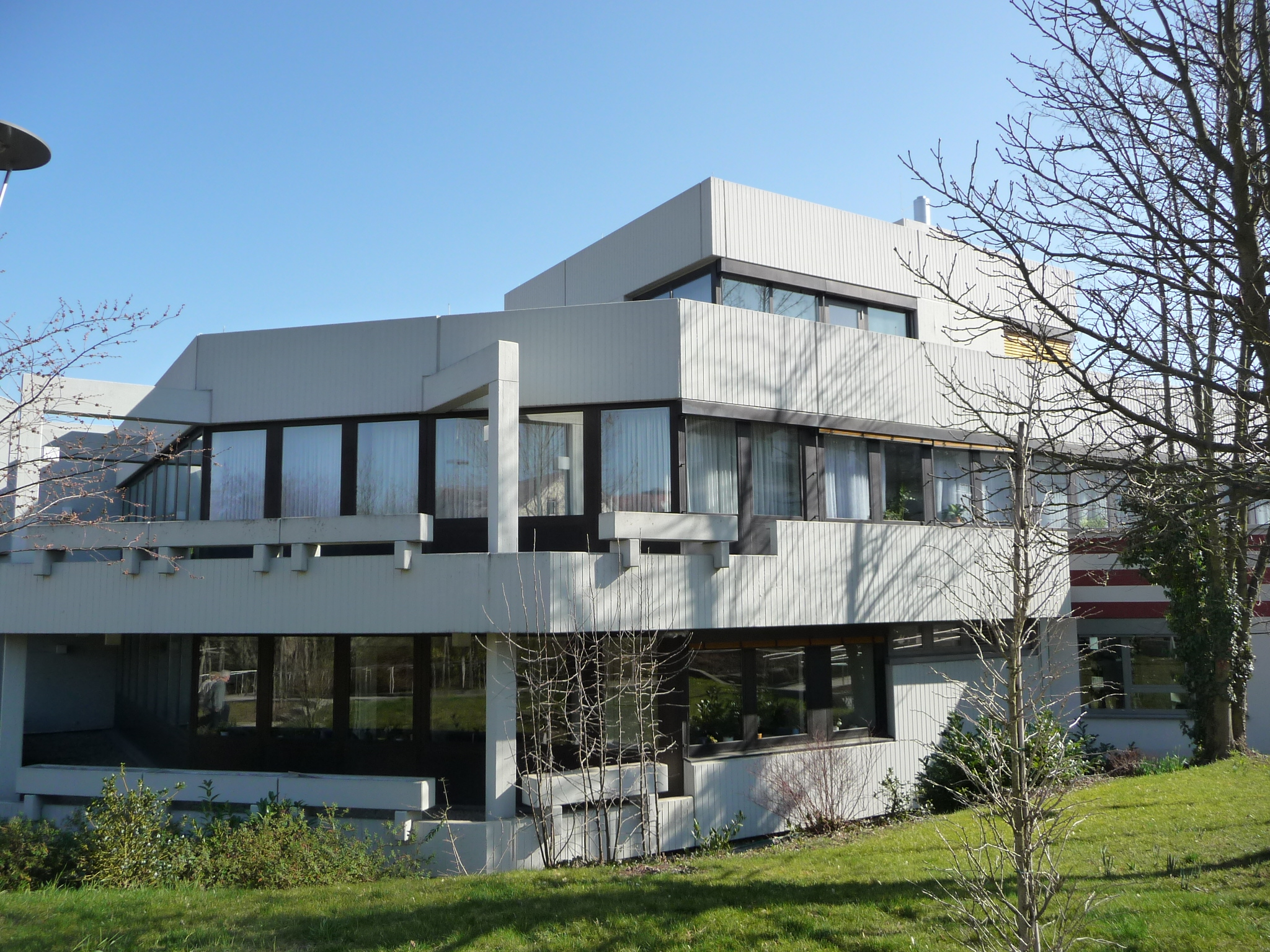
Rathaus

Die bisherigen Stadtbürgermeister von Kirchheimbolanden:
| Amtszeit      | Name                   | Partei |
| ------------- | ---------------------- | ------ |
| um 1849       | Reinhard Becker        |        |
| 1905–1906     | Ulrich Brunck          | NLP    |
| 1906 bis 1945 | fehlen                 |        |
| 1945          | Ferdinand Schardt      | SPD    |
| 1946–1956     | Karl Fittler           | SPD    |
| 1956–1960     | Hermann Frambach       | SPD    |
| 1960–1961     | Hans Schabler          | WGR    |
| 1961–1971     | Friedrich Bettenhausen |        |
| 1971–1972     | Eugen Zänger           | WGR    |
| 1972–1974     | Edmund Reichert        | CDU    |
| 1974–1999     | Lothar Sießl           | SPD    |
| 1999–2019     | Klaus Hartmüller       | CDU    |
| 2019–0000     | Marc Muchow            | CDU    |

Amtierender Stadtbürgermeister ist Marc Muchow. Bei der Stichwahl am 16. Juni 2019 setzte er sich mit einem Stimmenanteil von 59,52 % durch und folgte damit Klaus Hartmüller, der nach 20 Jahren im Amt nicht mehr kandidiert hatte. Bei der Kommunalwahl am 9. Juni 2024 wurde er bei einer Wahlbeteiligung von 56,9 % mit einem Stimmenanteil von 54,3 % im Amt bestätigt und setzte sich gegen seinen Herausforderer Alexander Groth durch.

### Stadtwappen
| Wappen von Kirchheimbolanden | Blasonierung: „Geteilt; oben von Silber und Schwarz in drei Reihen geschacht, unten in Grün ein schwarzer nach rechts schreitender Eber.“ |
| Wappen von Kirchheimbolanden | Wappenbegründung: Das Wappen wurde durch König Ludwig I. von Bayern am 30. Januar 1844 verliehen und zuletzt am 18. Juni 1976 durch die Bezirksregierung, Neustadt an der Weinstraße bestätigt. Es entstammt einem Stadtsiegel aus dem 14. Jahrhundert. Das Schach (eigentlich Blau und Gold) entstammt dem Wappen des Grafen Heinrich II. von Sponheim-Bolanden (Vordere Grafschaft Sponheim), der 1368 die Verleihung der Stadtrechte durch Kaiser Karl IV. 1368 erwirkte. Der Eber erinnert an die Grafen von Eberstein, ehemalige Herren der Burg Stauf, die zeitweise die Ortsherrschaft innehatten. |

### Städtepartnerschaften
- Ritten, Südtirol, Italien, seit 22. April 1966
- Louhans, Département Saône-et-Loire, Frankreich, seit 17. Oktober 1976 (Ein Geschenk der Stadt ist eine steinerne Wutz (Wildschwein/Eber) aus dem Wappen von Kirchheimbolanden. Sie steht vor dem Rathaus der Stadt.)
- Freundschaftsvertrag mit Tschernjachowsk, Russland, Region Kaliningrad, seit 2. März 2002, siehe Kirchheimbolander Friedenstage

## Kultur und Sehenswürdigkeiten

### Kulturdenkmäler

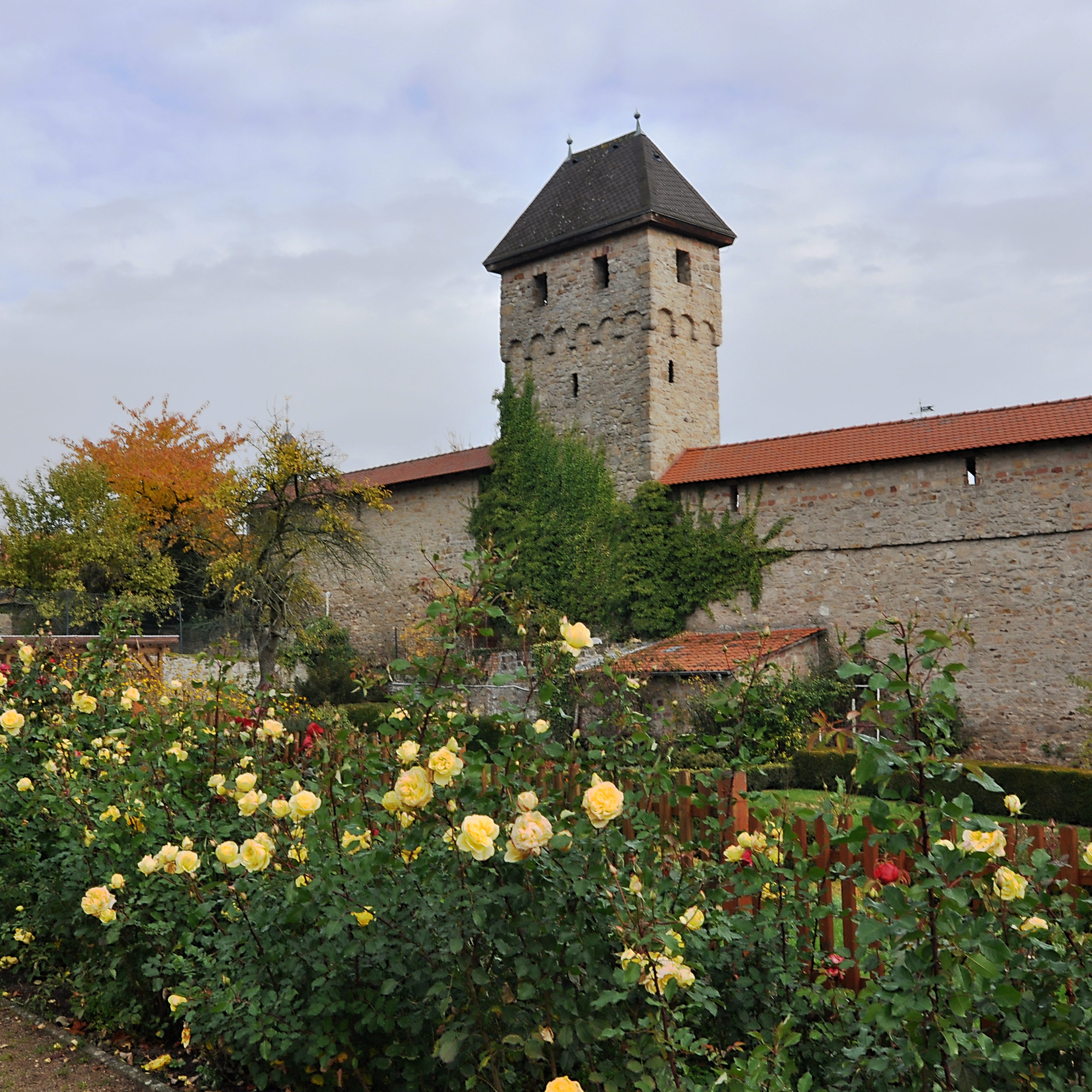
Stadtmauer mit Grauem Turm

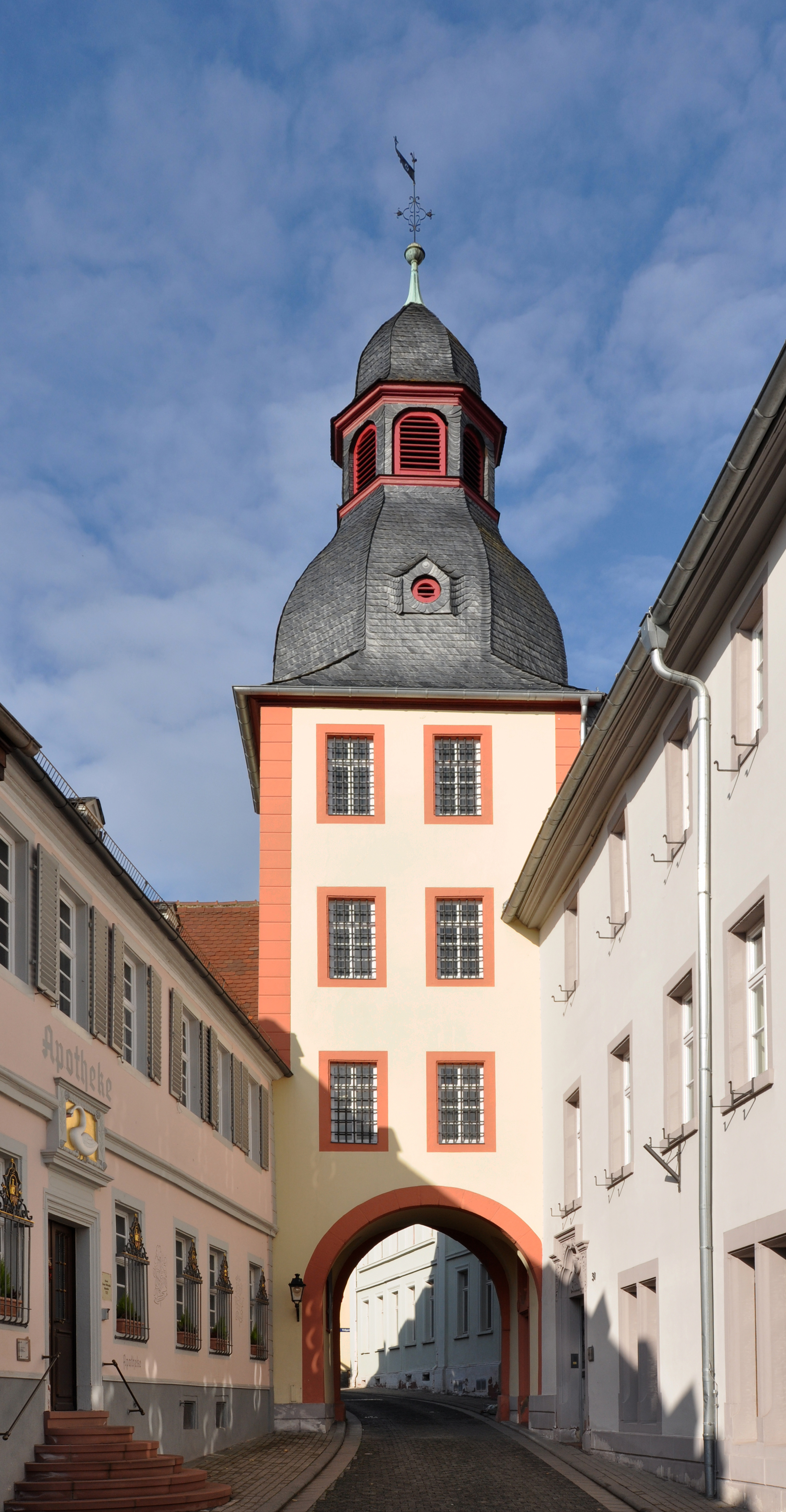
Oberer Torturm, auch Apothekerturm genannt

Die Altstadt, die Bahnhofstraße, das Schloss und der jüdische Friedhof sind jeweils als Denkmalzonen ausgewiesen. Seit 1993 wurde auf den alten Grundrissen eine zweiflügelige Seniorenresidenz Schloss Kirchheimbolanden gebaut, die den Ostflügel in die Gegenwart rettete. Der dazugehörige Schlossgarten wurde von Heinrich von Brunck, beziehungsweise durch den von ihm beauftragten Frankfurter Garten- und Landschaftsbauer Heinrich Siesmayer im 19. Jahrhundert neu angelegt.
Hinzu kommen zahlreiche Einzelobjekte, die unter Denkmalschutz stehen, darunter folgende Objekte:
Das Stadtbild wird geprägt von einer ungefähr acht Meter hohen, teilweise restaurierten, mittelalterlichen Stadtmauer an der Süd- und Westseite der Altstadt. Weiters gibt es mittelalterliche und barocke Gebäude, wie beispielsweise zahlreiche Kavaliershäuser und die barock überformten mittelalterlichen Tortürme. Das frühere Rokoko-Palais gehörte dem Freiherrn von Geispitzheim, dem ehemaligen Hofmarschall von Nassau-Weilburg, später wurde es zum Wirtshaus Zum Weißen Ross. Die Dr.-Edeltraud-Sießl-Allee, parallel zur Schlossgartenmauer, die den Schlossgarten fast vollständig umfasst. Den Eingang bilden schmiedeeiserne Tore. Früher säumten Kastanienbäume beeindruckend beidseitig die Allee, in der Zwischenzeit wurden sie durch kleine Lindenbäume ersetzt.
Die frühere Orangerie der Residenz wurde 1771 erbaut und befindet sich entlang der Dr.-Edeltraud-Sießl-Allee gegenüber der Schlossgartenmauer. Das 1752 in der Neumayerstraße errichtete Ballhaus wurde später zu Wohnzwecken umgebaut. Die Paulskirche ist eine lutherische Schlosskirche und nach dem Schloss das bedeutsamste Bauwerk. In ihr befindet sich eine mehrfach umgebaute Orgel von Johann Michael Stumm aus dem Jahr 1745, auf der Wolfgang Amadeus Mozart bei einer Durchreise 1778 spielte und die heute Mozartorgel genannt wird. Sie gilt als die bekannteste Sehenswürdigkeit der Stadt. Die Peterskirche ist die reformierte Pfarrkirche der Stadtgemeinde, deren Turm aus dem 12. Jahrhundert stammt. Die Kirchen werden von der Protestantischen Kirchengemeinde verwaltet. In der Amtsstraße 14 befindet sich das Museum im Stadtpalais. Im Reiterhof Rothenkircher Hof, an der Straße nach Oberwiesen, liegen Reste des Prämonstratenserklosters Rothenkirchen.

### Natur
Auf Gemarkung der Stadt befinden sich insgesamt vier Naturdenkmale. Im Norden des Stadtgebiets befindet sich außerdem das Naturschutzgebiet Steinbühl-Schäfergraben sowie im Westen die Naturschutzgebiete Albertskreuz und Drosselfels-Schwarzfels.

### Veranstaltungen
Die Kerchemer Bierwoche ist ein Fest, das in der Fronleichnamswoche im zweijährigen Turnus abgehalten wird. Bei diesem Fest folgen einem Bierseminar drei Volksfesttage, bei dem von zahlreichen Brauereien über 60 Biersorten zum Verkosten angeboten werden. Sonntags zieht ein großer Umzug durch die Straßen der Stadt. Repräsentanten der „Kerchemer Bierwoche“, aber auch sonst übers Jahr, sind die Braugerstenkönigin Christiane I. und der Bierkönig Helmut I. Jährlich am zweiten Augustwochenende lädt das Residenzfest zum Verweilen hinter den Mauern Kirchheimbolandens ein. Zahlreiche Hofbetreiber bieten den Besuchern in sogenannten Hoflauben und mit heimischer Gastronomie allerlei kulinarische Köstlichkeiten.
Der Christkindlmarkt in der Kirchheimbolandener Altstadt zieht Besucher von nah und fern am zweiten Adventwochenende an. Vereine, Hobbykünstler und Schausteller bieten den Besuchern ein abwechslungsreiches Sortiment an Waren aller Art. Jährlich finden am zweiten Sonntag im Mai ein Maimarkt und am zweiten Sonntag im Oktober ein Oktobermarkt statt. Seit 1975 finden jährlich die Kirchheimbolander Friedenstage statt.

### Kunst

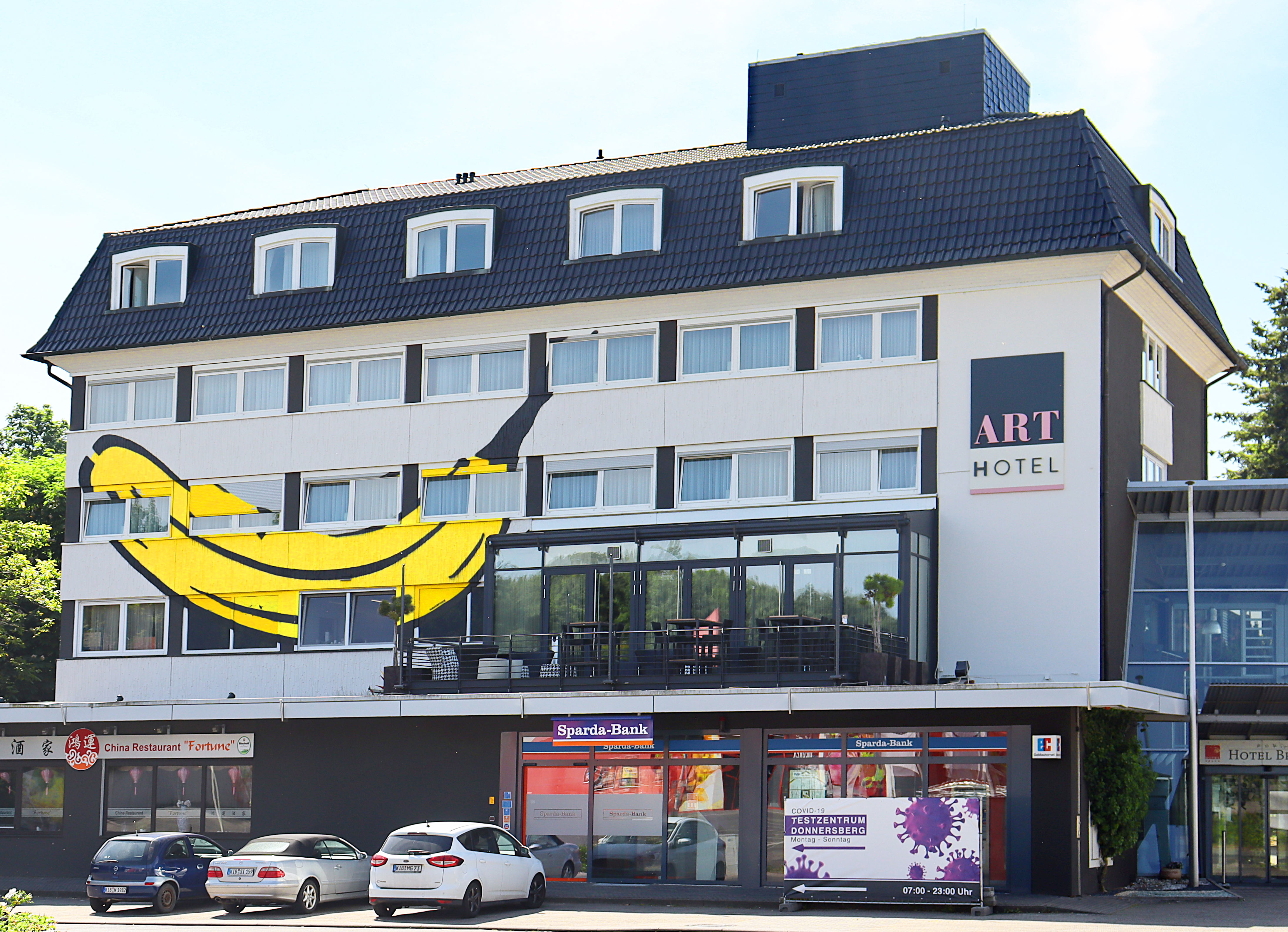
Die Spray-Banane am Art-Hotel. Das Kunstwerk ist in seiner Gänze nur zu sehen, wenn alle Jalousien geschlossen sind.

An der vorderen Fassade des Art-Hotels in der Uhlandstraße ist die „weltgrößte Spraybanane“ des Künstlers Thomas Baumgärtel zu sehen.

### Sport
Wichtige Sportvereine der Stadt sind der TV Kirchheimbolanden, der für seine Basketball-Mannschaft in der Herren-Oberliga bekannt ist, der SV Kirchheimbolanden, dessen Aushängeschild die erste Mannschaft der Fußballabteilung ist, der Tennisclub TC Kirchheimbolanden, die Tanzsportgemeinschaft Grün-Weiss, der Schachklub Kirchheimbolanden und der Schützenverein „Tell“.

### Offener Kanal
Der Offene Kanal Kirchheimbolanden (auch OKK) ist ein Bürgerfernsehsender aus Kirchheimbolanden. Der OKK ist seit 1993 auf Sendung und gehört zu den kleinsten in Rheinland-Pfalz. Der OKK ist über seine Website und Facebook zu erreichen. Des Weiteren werden die Artikel auf Google+ mitgeteilt. Ein Teil der produzierten Beiträge sind auf dem eingerichteten YouTubekanal zu finden sowie Bilder in der Online-Bildergalerie über Instagram.
Der OKK produziert in seinen eigenen Studios in Kirchheimbolanden, ist jedoch ebenso in Außeneinsätzen unterwegs und filmt vor Ort. Dabei nehmen die ehrenamtlichen Mitglieder bisweilen längere Strecken in Kauf. Einen Beitrag für den Offenen Kanal kann jeder Bürger aus dem örtlichen Sendegebiet produzieren. Um möglichst viele Leute anzusprechen, sind die Sendungen nicht ausschließlich aus dem Sendegebiet, sondern aus ganz Rheinland-Pfalz zu empfangen.
Das Programm profitiert vom Austausch von Beiträgen mit anderen Offenen Kanälen und spricht somit zusätzlich überregionale Themen im OK. Ein Beispiel ist die Wissenssendung Objektiv, Menschen, Leben, Rheinland-Pfalz. Diese läuft regelmäßig im Programm und berichtet rund um Wissen, Natur, Geschichte sowie Sehenswürdigkeiten in Rheinland-Pfalz.

## Wirtschaft und Infrastruktur

### Wirtschaft
Der Hauptsitz von BorgWarner Turbo Systems, entstanden aus Kühnle, Kopp & Kausch und der Schwitzer Company, befindet sich in der Stadt. Die Firma JohnsonDiversey, ein Tochterunternehmen der S. C. Johnson & Son, betreibt am Standort Kirchheimbolanden die Produktion von Reinigungsmitteln für die Sektoren Getränketechnologie, Pharma und Kosmetik. Die Firma Asmetec hat sich auf LED-Lichttechnik und weitere technische Produkte wie Reinraum/ESD-Technik und Messtechnik spezialisiert. Die Firma Louis Steitz Secura fertigt Sicherheits- und Berufsschuhe. Zudem ist die Stadt Sitz des Senders Radio Donnersberg. Darüber hinaus befindet sich vor Ort eine Filiale der Volksbank Alzey-Worms und der Sparkasse Donnersberg.

### Verkehr

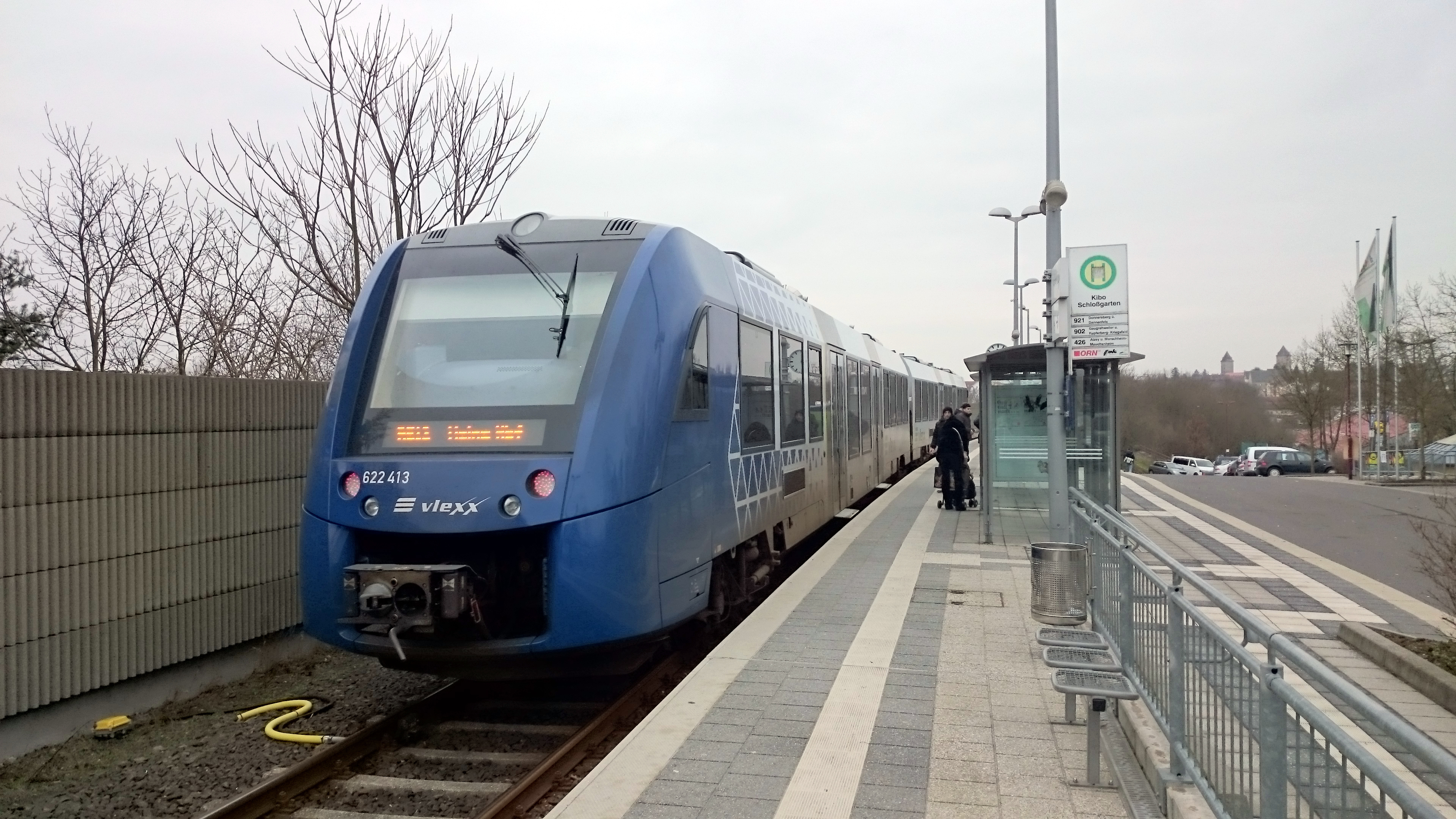
Haltepunkt Kirchheimbolanden am nördlichen Stadtrand mit Vlexx-Zug

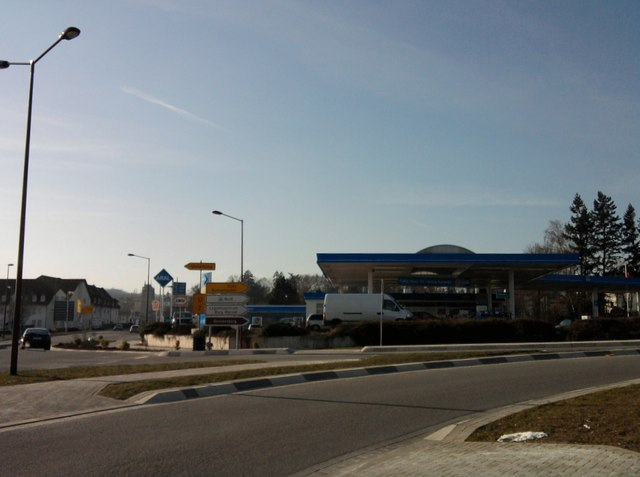
Landesstraße 401 (rechts) im Stadtgebiet von Kirchheimbolanden

Der Öffentliche Nahverkehr ist in den Verkehrsverbund Rhein-Neckar (VRN) integriert. Die 1999 im Personenverkehr reaktivierte Donnersbergbahn verbindet Kirchheimbolanden mit Alzey, Mainz und Frankfurt am Main. Die Bahnverbindung Richtung Süden wurde in der Endphase des Zweiten Weltkrieges durch die Zerstörung der Brücke bei Marnheim unterbrochen und nicht wieder aufgenommen. Für Fahrten nach Mainz beziehungsweise Wiesbaden gelten seit Dezember 2007 zusätzlich die Tarife des Rhein-Nahe-Nahverkehrsverbundes. Der frühere Bahnhof wurde aufgelassen und durch einen Haltepunkt am nördlichen Stadtrand ersetzt.
Sämtliche Buslinien, die durch die Stadt führen, werden von Behles Bus betrieben; bis 2017 war für dafür das Unternehmen Omnibusverkehr Rhein-Nahe zuständig. Die Buslinie 920 gilt als „RegioLinie“ und verbindet Kirchheimbolanden im Stundentakt mit Göllheim sowie Eisenberg. Die Linien 900 und 903 schaffen eine Verbindung nach Winnweiler, die Linie 901 eine solche nach Rockenhausen und die Linie 902 führt bis nach Gaugrehweiler. Die Linie 904 führt über die Orte im äußersten Osten des Donnersbergkreises bis nach Göllheim. Die Linie 907 bindet die Gemeinden nördlich der Stadt an. Die Linie 921 schafft eine Verbindung nach Monsheim und die Linie 922 eine nach Mörsfeld. Daneben existieren mit den Linien 927, 928 und 929 insgesamt drei Stadtbuslinien.
Die Landesstraße 386 verbindet Kirchheimbolanden mit Worms sowie Reipoltskirchen. Die Landesstraße 398 führt nach Dannenfels und die Landesstraße 399 nach Oberhausen an der Appel. Die Landesstraße 401 streift den östlichen Siedlungsrand und führt über Alzey in Richtung Mainz. Die Landesstraße 404  schafft eine Verbindung nach Wendelsheim. Die Stadt ist durch die Bundesautobahn 63, die von Mainz nach Kaiserslautern verläuft, an den überregionalen Straßenverkehr angebunden.

### Militär
Kirchheimbolanden war Standort des Nachschubbataillon (Munition) 482 (GerEinh), das dem Unterstützungskommando 8 unterstand.

### Bildung und Erziehung

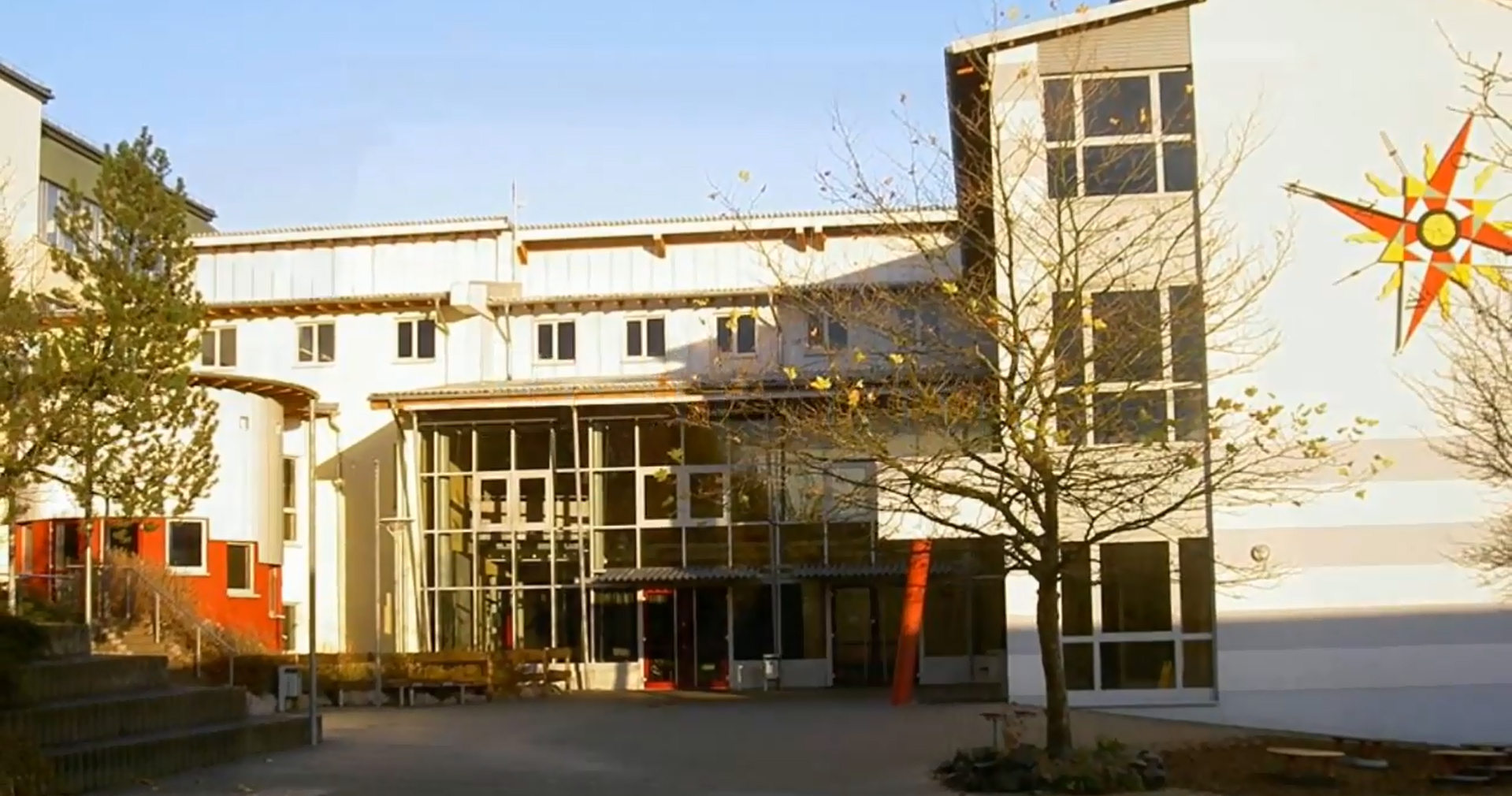
Georg-von-Neumayer-Realschule

Das aus der 1681 gegründeten Lateinschule hervorgegangene Nordpfalzgymnasium feierte 1981 sein 300-jähriges Bestehen. Die Georg-von-Neumayer-Realschule ist eine Realschule plus und die Grundschule hat ein Ganztagesangebot. Die Mathilde-Hitzfeld-Schule hat als Sonderschule den Förderschwerpunkt Lesen. Im Berufs- und Weiterbildungsbereich gibt es im Ort die Krankenpflegeschule und die Schule für Altenpflege des Donnersbergkreises, das Heilpädagogium Schillerhain, die Kreisvolkshochschule Donnersbergkreis und die Karl-Ritter-Schule, die als Kreismusikschule Donnersbergkreis fungiert. Auf privater Ebene besteht das CJD-Bildungszentrum des Christlichen Jugenddorfwerkes Deutschlands e. V. Für Kinder gibt es drei Kindergärten und ein Haus der Jugend, das derzeit unter der Verwaltung des CJD Kirchheimbolanden steht, des größten Bildungsträgers der Region.

### Tourismus
Mitten durch Kirchheimbolanden führen der mit einem blauen Balken markierte Fernwanderweg Staudernheim–Soultz-sous-Forêts und der mit einem gelben Kreuz gekennzeichnete Fernwanderweg Saar-Rhein-Main. Zudem ist die Stadt Ausgangspunkt zweier Wanderwege, von denen einer mit einem blau-roten Balken markiert ist und der bis nach Pirmasens verläuft sowie eines solchen, der mit einem grün-gelben Balken gekennzeichnet ist und der eine Verbindung nach Hirschtal schafft.
Durch die Waldgemarkung im Westen des Stadtgebiets verlaufen der Prädikatswanderweg Pfälzer Höhenweg und der mit einem roten Balken markierte Fernwanderweg Donnersberg–Donon.
Kirchheimbolanden besitzt auch einen „Permanenten Wanderweg“, der durch den an die Stadt angrenzenden Wald bis zum Drosselfels (12-km-Strecke) und der Schönen Aussicht (6-km-Strecke) führt.

### Behörden

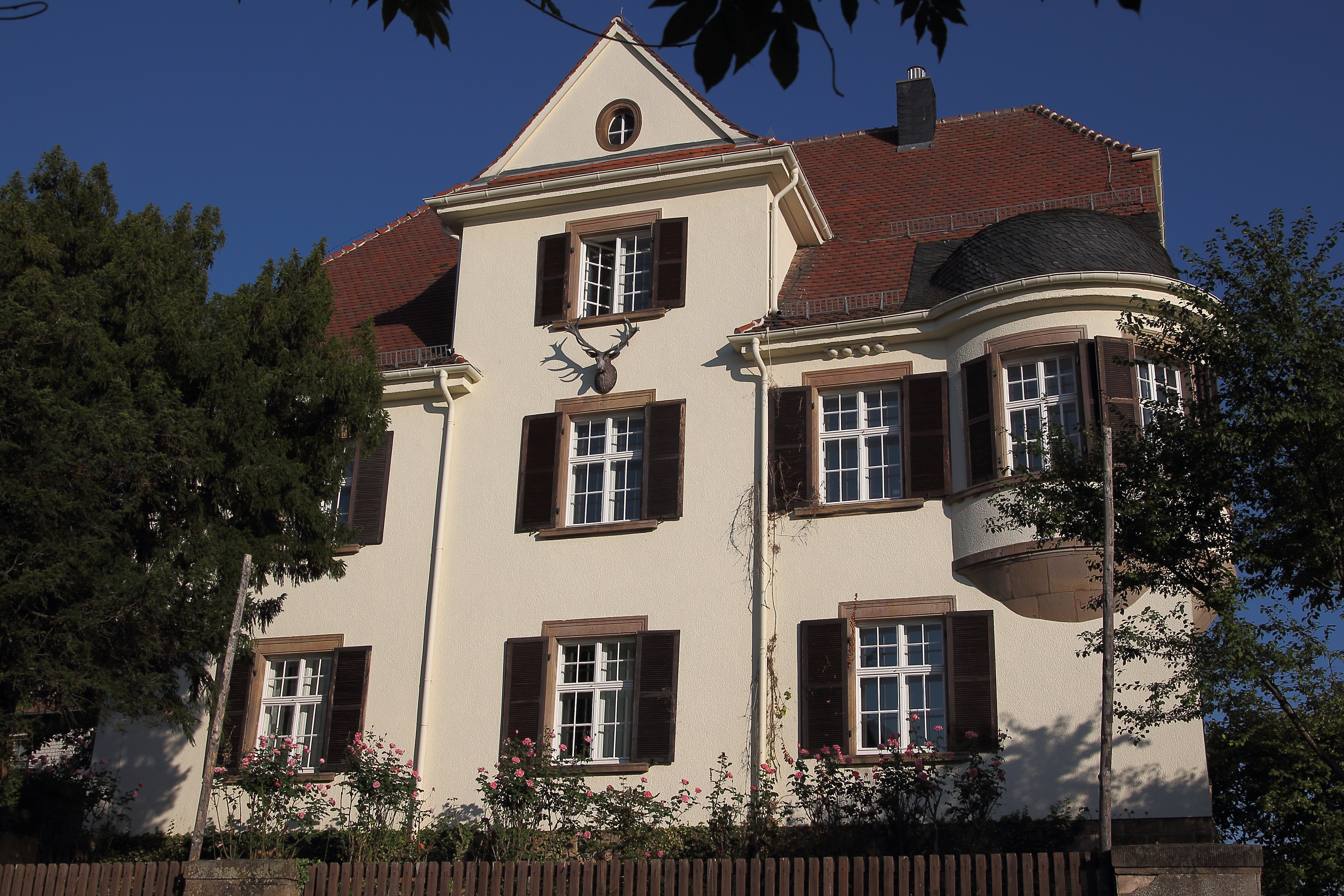
Forstamt Donnersberg

Während der Zugehörigkeit zu Frankreich war die Stadt Sitz eines Friedensgerichts, das dem Tribunal erster Instanz Mainz unterstand. Später war Kirchheimbolanden bis 1976 Sitz eines Amtsgerichts.
In Kirchheimbolanden befinden sich die Verwaltungen des Donnersbergkreises und der Verbandsgemeinde Kirchheimbolanden mit ihren Dienststellen sowie das Forstamt Donnersberg. Außerdem befindet sich in der Stadt eine Außenstelle des Finanzamtes Worms-Kirchheimbolanden.

### Einrichtungen
In der Stadt befinden sich ein Standort des Westpfalz-Klinikum  und das Rehabilitationszentrum am Donnersberg, sowie das Heilpädagogium Schillerhain (eine große Jugendhilfeeinrichtung mit Spezialangeboten und einer Sonderschule) die unter der Trägerschaft der Evangelischen Heimstiftung Pfalz stehen.

### Rundfunk
Am Südwesthang des Hungerbergs befindet sich ein Sendeturm aus Stahlbeton zur Verbreitung des Radioprogramms von Rockland Radio auf 97,1 MHz mit 200 W ERP.

## Persönlichkeiten
Zu Ehrenbürgern wurden unter anderem der Geophysiker und Polarforscher Georg von Neumayer, Ulrich Brunck (1833–1906), 1890–98 Reichstagsabgeordneter und 1905/06 Stadtbürgermeister von Kirchheimbolanden, der Chemiker Heinrich von Brunck (1847–1911) sowie der Historiker Horst Penner ernannt; ebenso wurde Luise Michel 1950 für ihr vielfältiges soziales Engagement gewürdigt.
Erster historisch verbürgter Sohn der Stadt war der im 15. Jahrhundert lebende Graf Johann III. von Saarbrücken. Während der frühen Neuzeit war die Stadt Geburtsort mehrerer Mitglieder des Hauses Nassau-Weilburg, beispielsweise Amalie von Nassau-Weilburg, Henriette von Nassau-Weilburg und Herzog Wilhelm I. von Nassau. Im 19. Jahrhundert kamen unter anderem der Pädagoge Friedrich Wilhelm Knoebel, die 48er-Revolutionärin Mathilde Hitzfeld und der Journalist Eugen Wolf zur Welt.
Im 20. Jahrhundert folgten der Physikprofessor Karl Lothar Wolf, der Verfassungsrichter Theodor Ritterspach, der Musikwissenschaftler Theodor Wohnhaas, der Künstler Horst Schwab, die Mathematikerin Claudia Klüppelberg und die SPD-Politikerin Jaqueline Rauschkolb als Söhne und Töchter der Stadt.
Der Politiker Ulrich Brunck war 1905 und 1906 Stadtbürgermeister; der SPD-Politiker Karl Fittler hatte dieses Amt von 1946 bis 1956 inne. Seine Parteikollegin Hedwig Schardt gehörte von 1952 bis 1998 dem Stadtrat an. Zudem ist die Stadt Wohnort des ehemaligen baden-württembergischen Landtagsabgeordneten Karl Wilhelm Edelhoff. Der Landwirt und NS-Politiker Erich Spickschen starb vor Ort.